# 半家 (公家)
半家（はんけ）とは、鎌倉時代以降に成立した公卿の家格で堂上家の中でも最下位の貴族である。源平藤橘も含めて、特殊な技術を以って朝廷に仕えた。

## 概要
官位に関しては羽林家や名家に準じて昇進し、一部の家は近衛中将や左右大弁を経ないで大納言を極官とするが、公卿となっても非参議に留まるものが多い。
華族令施行後はいずれの家も子爵を叙爵された。ただし澤家は後に明治維新時の功績によって伯爵となっている。

## 半家一覧

### 藤原氏（2家）
- 高倉家：藤原北家高倉流。藤原冬嗣の子長良の後裔永季が祖。旧家。家業は有職故実・装束。
- 富小路家：称・藤原北家九条流二条庶流。二条道平の次男？道直が祖。旧家。家業は和歌・俳諧

### 清和源氏（1家）
- 竹内家：清和源氏（源朝臣）で源義光の四男盛義の後裔季治が祖。旧家。家業は弓箭・笙・和歌。

### 宇多源氏（2家）
- 五辻家：宇多源氏（源朝臣）。庭田同祖。源雅信の子時方六世孫仲兼が祖。旧家。家業は神楽。
- 慈光寺家：五辻庶流。五辻遠兼の子仲清が祖。戦国時代末に断絶後、江戸時代初期に冬仲が再興。新家。

### 花山源氏（1家）
- 白川家：源朝臣（花山源氏）嫡流。清仁親王の後裔源顕康が祖。旧家。神祇伯を世襲し伯家と呼ばれた。

### 桓武平氏（2家）
- 西洞院家：平朝臣高棟王流嫡流。西洞院行時が祖。旧家。
- 石井家：西洞院庶流。平松時量の子行豊が祖。新家。

### 菅原氏（6家）
- 高辻家：菅原朝臣嫡流。菅原道真の子定義の子是綱が祖。旧家。家業は紀伝道。文章博士を世襲。
- 五条家：高辻庶流。高辻為長の子高長が祖。旧家。家業は紀伝道。
- 唐橋家：高辻同祖。菅原定義の子在良が祖。旧家。家業は紀伝道。
- 東坊城家：五条庶流。五条長経の次男茂長が祖。旧家。家業は紀伝道。
- 清岡家：五条庶流。五条為康の次男長時が祖。新家。家業は儒学。
- 桒原家：五条庶流。五条為庸の四男長義が祖。新家。家業は儒学。

### 清原氏（3家）
- 舟橋家（船橋家）：広澄流清原朝臣嫡流。明経博士清原広澄の後裔秀賢より船橋を名乗る。旧家。家業は明経道。
- 伏原家：船橋庶流。船橋秀賢の次男賢忠が祖。新家。家業は明経道。
- 澤家：伏原庶流。伏原宣幸の次男忠量が祖。新家。

### 大中臣氏（1家）
- 藤波家：大中臣朝臣嫡流。大中臣清麻呂の後裔景忠より藤波を名乗る。旧家。神宮祭主・神祇大副を世襲。

### 卜部氏（4家）
- 吉田家：卜部朝臣嫡流。吉田兼熈から吉田を名乗る。旧家。家業は神祇道。吉田社職を世襲。
- 萩原家：吉田庶流。吉田兼治の次男兼従が祖。新家。家業は神祇道。豊国社務を世襲。
- 錦織家：萩原庶流。萩原員従の次男従久が祖。新家。
- 藤井家：吉田同祖。藤井兼充が当初は猪熊を名乗る。新家。神祇官を世襲。平野社務。

### 安倍氏（2家）
- 土御門家：安倍朝臣嫡流。阿倍倉梯麻呂（内麻呂）の後裔安倍晴明が祖。旧家。家業は天文・暦道・陰陽道。
- 倉橋家：土御門庶流。土御門久脩の子泰吉が祖。新家。家業は陰陽道。

### 丹波氏（1家）
- 錦小路家：丹波朝臣嫡流。戦国時代末期に中絶後、江戸時代中期に小森頼季の子頼庸が再興。新家。家業は医道。

### 大江氏（1家）
- 北小路家：大江朝臣嫡流で大江匡重の子俊宣が北小路を名乗る。その後、江戸時代後期に俊常、及び分家の俊矩が堂上家に列した。新家。家業は文学。